# Brit Marling
Brit Heyworth Marling (* 7. srpna 1982 Chicago, Illinois) je americká herečka, scenáristka a filmová producentka. Poprvé získala pozornost dokumentem Boxeři a baletky z roku 2004, později se stala hvězdou festivalu Sundance filmy projektu Fox Searchlight Dívka z budoucnosti (2011), Jiná Země (2011) a The East (2013), ve kterých kromě scénáře zastala také hlavní role, od roku 2016 je známá především díky seriálu The OA (2016), který běží na internetové televizi Netflix. Na všech jmenovaných filmech pracovala v autorské dvojici s režisérem Zalem Batmanglijem.

## Osobní život
Brit Marling se narodila v Chicagu, Illinois jako dcera developerů Johna a Heidi Marling, kteří ji pojmenovali Brit podle její norské prababičky. Brit se zajímala o herectví již od raného mládí, kdy pořádala sousedská vystoupení za která vybírala obrovské vstupné. Vyrůstala ve Winnetka, Illinois a v Orlandu, kde absolvovala umělecký program na Dr. Phillips High School. V roce 2005 získala bakalářský titul na Georgetown University v oborech studiové umění a ekonomika.

## Filmová kariéra
Na Georgetownu Marling potkala Mike Cahilla a Zala Batmanglije. Léto v prváků strávila na stáži v Goldman Sachs jako analytik investic. Marling cítila nedostatek svého smyslu v takové pozici, a tak odmítla nabídku práce a s Cahillem vyletěli na Kubu, kde natočili dokument Boxeři a baletky dokumentující tvrdý trénink mladých boxerů a baletek na Kubě. Po několik dalších let Batmanglij a Marling sami studovali scenáristiku mimo jiné na dílech Hitchcocka či Spielberga.
V létě 2009 se společně s Batmanglijem připojila ke skupině freeganů, kde se naučila mimo jiné vyháčkovávat dveře a naskakovat do vlaků, aniž by měli představu o tom, že o 4 roky později tyto zkušenosti zpracují do velkofilmu The East.
Marling a Batmanglij byli vždy inspirování psychologickými "mind-bendery" - na těchto myšlenkách v roce 2011 vznikly filmy Jiná země a Dívka z budoucnosti a v roce 2016 The OA.

## Filmography

### Filmy
| Rok  | Titul               | Role                 | Poznámky                       |
| ---- | ------------------- | -------------------- | ------------------------------ |
| 2007 | The Recordist       | Charlie Hall         | také scenáristka a producentka |
| 2009 | Political Disasters | Brit                 | krátkometrážní film            |
| 2011 | Jiná země           | Rhoda Williams       | také scenáristka a producentka |
| 2011 | Dívka z budoucnosti | Maggie               | také scenáristka a producentka |
| 2012 | Smrtelné lži        | Brooke Miller        |                                |
| 2013 | The East            | Sarah Moss/Jane Owen |                                |
| 2013 | Pravidla mlčení     | Rebecca Osborne      |                                |
| 2014 | The Better Angels   | Nancy Lincoln        |                                |
| 2014 | Výchozí bod         | Karen                |                                |
| 2014 | The Keeping Room    | Augusta              |                                |
| 2014 | Posthumous          | McKenzie Grain       |                                |

### Televizní pořady
| Rok  | Název           | Role                   | Poznámky                              |
| ---- | --------------- | ---------------------- | ------------------------------------- |
| 2011 | Zpátky do školy | Paige                  | díl: „Early 21st Century Romanticism“ |
| 2014 | Babylon         | Liz Garvey             | 7 dílů                                |
| 2016 | The OA          | Prairie Johnson/The OA | 8 dílů                                |